# خوان دانیل گالیانو
خوان دانیل گالیانو (انگلیسی: Juan Daniel Galeano؛ زادهٔ ۳ ژوئیهٔ ۱۹۸۹) بازیکن فوتبال اهل آرژانتین است.